# Decomposizione in fratti semplici
In algebra, la decomposizione in fratti semplici di una funzione razionale, anche detta decomposizione in frazioni semplici o espansione in fratti semplici, è la scrittura della frazione tramite un polinomio (che può essere nullo) sommato ad una o più frazioni con un denominatore più semplice. Tale metodo fornisce un algoritmo che consente di valutare le primitive di una funzione razionale.
Per illustrare l'idea del procedimento, sia data una funzione razionale {\displaystyle R(x)=f(x)/g(x)}, in cui {\displaystyle f} e {\displaystyle g} sono polinomi, e si consideri la fattorizzazione {\displaystyle g(x)=g_{1}(x)\cdot g_{2}(x)\cdot \dots } del denominatore. Per ogni fattore che ha la forma {\displaystyle (ax+b)^{n}} si considerano le frazioni {\displaystyle A_{1}/(ax+b)^{1},A_{2}/(ax+b)^{2},\dots ,A_{n}/(ax+b)^{n}}, mentre per ogni fattore che ha la forma {\displaystyle (ax^{2}+bx+c)^{n}} si considerano le frazioni:
{\displaystyle {\frac {A_{1}x+B_{1}}{(ax^{2}+bx+c)^{1}}},{\frac {A_{2}x+B_{2}}{(ax^{2}+bx+c)^{2}}},\dots ,{\frac {A_{n}x+B_{n}}{(ax^{2}+bx+c)^{n}}}}
Si ottiene così la scrittura:
{\displaystyle R(x)={\frac {f(x)}{g(x)}}={\frac {A_{1}}{ax+b}}+\dots +{\frac {A_{2}x+B_{2}}{ax^{2}+bx+c}}+\dots }
e calcolando i coefficienti {\displaystyle A_{i}} e {\displaystyle B_{i}} si trova una decomposizione che consente, analizzandone ogni singolo termine, di integrare la frazione di partenza. Essa conduce quindi {\displaystyle R} ad un'espressione del tipo:
{\displaystyle \sum _{j}{\frac {f_{j}(x)}{g_{j}(x)}}}
dove {\displaystyle f_{j}(x)} e {\displaystyle g_{j}(x)} sono polinomi di grado inferiore rispetto a {\displaystyle f} e {\displaystyle g}.
Se si applica la decomposizione fin dove è possibile si ottiene che il denominatore di ogni termine è una potenza di un polinomio non fattorizzabile e il numeratore è un polinomio di grado inferiore di quello del polinomio non fattorizzabile.

## Descrizione
Si consideri una funzione razionale {\displaystyle R(x)=f(x)/g(x)} nella variabile {\displaystyle x} il cui denominatore si può fattorizzare come:
{\displaystyle g(x)=P(x)\cdot Q(x)}
sul campo {\displaystyle K}, che può essere ad esempio {\displaystyle \mathbb {R} } o {\displaystyle \mathbb {C} }. Se {\displaystyle P} e {\displaystyle Q} non hanno nessun fattore comune, allora {\displaystyle R} si può scrivere come:
{\displaystyle {\frac {A}{P}}+{\frac {B}{Q}}}
per qualche coppia di polinomi {\displaystyle A(x)} e {\displaystyle B(x)} su {\displaystyle K}. L'esistenza di tale decomposizione è una conseguenza del fatto che l'anello dei polinomi su {\displaystyle K} è un dominio ad ideali principali, sicché:
{\displaystyle CP+DQ=1}
per qualche coppia di polinomi {\displaystyle C(x)} e {\displaystyle D(x)} (si veda l'identità di Bézout).
Con tale approccio si può induttivamente scrivere {\displaystyle R(x)} come una somma di frazioni i cui denominatori sono potenze di polinomi irriducibili.
In modo più rigoroso, siano {\displaystyle f} e {\displaystyle g} polinomi non nulli su {\displaystyle K}. Si scriva {\displaystyle g} come prodotto di potenze di polinomi non fattorizzabili:
{\displaystyle g=\prod _{i=1}^{k}p_{i}^{n_{i}}}
Allora esistono unici i polinomi {\displaystyle b} e {\displaystyle a_{ij}}, di cui {\displaystyle a_{ij}} hanno grado inferiore a quello di {\displaystyle p_{i}}, tali che:
{\displaystyle {\frac {f}{g}}=b+\sum _{i=1}^{k}\sum _{j=1}^{n_{i}}{\frac {a_{ij}}{p_{i}^{j}}}}
e se il grado di {\displaystyle f} è minore di quello di {\displaystyle g} allora {\displaystyle b=0}.
Si può verificare tale teorema scrivendo {\displaystyle G(x)/F(x)^{n}} come una somma in cui i denominatori sono potenze di {\displaystyle F} ed i numeratori sono polinomi di grado inferiore a quello di {\displaystyle F}, più un eventuale polinomio aggiuntivo. Per fare ciò si può utilizzare l'algoritmo di Euclide applicato ai polinomi.
Se {\displaystyle K} è il campo dei numeri complessi {\displaystyle \mathbb {C} } allora per il teorema fondamentale dell'algebra si può assumere che ogni {\displaystyle p_{i}} ha grado 1.

## Calcolo di primitive
Siano {\displaystyle f} e {\displaystyle g} polinomi non nulli sul campo {\displaystyle K}. Si scriva {\displaystyle g} come prodotto di potenze di polinomi vicendevolmente primi che non hanno radici multiple in un campo algebricamente chiuso:
{\displaystyle g=\prod _{i=1}^{k}p_{i}^{n_{i}}}
Allora esistono unici i polinomi {\displaystyle b} e {\displaystyle c_{ij}}, di cui {\displaystyle c_{ij}} hanno grado inferiore a quello di {\displaystyle p_{i}}, tali che:
{\displaystyle {\frac {f}{g}}=b+\sum _{i=1}^{k}\sum _{j=2}^{n_{i}}\left({\frac {c_{ij}}{p_{i}^{j-1}}}\right)'+\sum _{i=1}^{k}{\frac {c_{i1}}{p_{i}}}}
dove l'apice denota la derivata. Questo risultato consente di ridurre il calcolo della primitiva di una funzione razionale all'integrazione della somma al secondo membro, detta parte logaritmica a causa del fatto che la sua primitiva è una combinazione lineare di logaritmi. Infatti, si ha:
{\displaystyle {\frac {c_{i1}}{p_{i}}}=\sum _{\alpha _{j}:p_{i}(\alpha _{j})=0}{\frac {c_{i1}(\alpha _{j})}{p'_{i}(\alpha _{j})}}{\frac {1}{x-\alpha _{j}}}}
Vi sono diversi metodi per calcolare tale decomposizione, il più semplice dei quali è il metodo di Hermite: si basa sul fatto che {\displaystyle c_{ij}} ha grado inferiore a quello di {\displaystyle p_{i}}, e che il grado di {\displaystyle b_{i}} è la differenza (positiva) tra i gradi di {\displaystyle f} e {\displaystyle g}: questo consente di scrivere tali polinomi incogniti come polinomi noti con coefficienti ignoti. Riducendo i due termini della formula precedente in un'unica frazione si ottiene un sistema di equazioni lineari che consente di trovare tali coefficienti.

## Esempio
Si vuole decomporre l'espressione:
{\displaystyle {\frac {1}{x(x-1)(x-2)}}}
ovvero scriverla nella forma:
{\displaystyle {\frac {A}{x}}+{\frac {B}{x-1}}+{\frac {C}{x-2}}}
in cui i parametri {\displaystyle A}, {\displaystyle B} e {\displaystyle C} sono ignoti. Moltiplicando queste due espressioni per {\displaystyle x(x-1)(x-2)} ed uguagliandole si ottiene:
{\displaystyle A(x-1)(x-2)+Bx(x-2)+Cx(x-1)=1,\,}
Raccogliendo i termini che moltiplicano le potenze di {\displaystyle x} si ha:
{\displaystyle (A+B+C)x^{2}-(3A+2B+C)x+2A=1}
Il polinomio al secondo membro ha solo il coefficiente di grado zero non nullo, e si possono uguagliare i coefficienti che moltiplicano le potenze di {\displaystyle x} di entrambi i membri. In questo modo si ottiene il sistema di equazioni lineari:
{\displaystyle A+B+C=0\qquad 3A+2B+C=0\qquad 2A=1}
che fornisce:
{\displaystyle A={\frac {1}{2}}\qquad B=-1\qquad C={\frac {1}{2}}}